# Île Pasteur
L'île Pasteur est un îlot rocheux de l'archipel de Pointe-Géologie (terre Adélie), situé en mer Dumont-d'Urville (océan Austral) au large du continent antarctique. C'est la plus orientale de tout l'archipel.

## Description
Cette petite île rocheuse, l'une des plus importantes des îles Dumoulin et la plus élevée du groupe (22 m), est située à 1 km au sud-est de l'île du Dépôt. C'est la plus orientale des îles Dumoulin et de tout l'archipel de Pointe-Géologie.

## Histoire
Repérée sur les photos aériennes prises lors de l'Opération Highjump de l'US Navy en 1946-1947, l'île est cartographiée en 1950 par Yves Vallette, Robert Pommier et François Tabuteau, de la 3e expédition antarctique française en terre Adélie.
Au début des années 1950, elle a brièvement porté le nom d'île Gougenheim, en hommage à André Gougenheim (1902-1975), ingénieur hydrographe et astronome, plus tard membre de l'Institut. Gougenheim, du service hydrographique de la Marine, avait prêté à Vallette un « cercle hydrographique » en vue d’une expédition au Spitzberg que celui-ci préparait avec Pommier et J.A. Martin en 1946.
Son nom actuel célèbre le microbiologiste Louis Pasteur (1822-1895).